# (16797) Wilkerson
(16797) Wilkerson (1997 CA17) – planetoida z grupy pasa głównego asteroid okrążająca Słońce w ciągu 5,72 lat w średniej odległości 3,2 j.a. Odkryta 7 lutego 1997 roku.